# Willem Mengelberg
Joseph Willem Mengelberg (28. března 1871 Utrecht - 21. března 1951 Zuort) byl nizozemský dirigent. Proslul interpretacemi Beethovena, Brahmse, Mahlera a Strausse s královským orchestrem Concertgebouw (Koninklĳk Concertgebouworkest).

## Život
Mengelberg byl čtvrtým z patnácti dětí. Jeho otcem byl známý nizozemsko-německý sochař Friedrich Wilhelm Mengelberg. Po studiích v Utrechtu u skladatele a dirigenta Richarda Hola, skladatele Antona Averkampa a houslisty Henriho Wilhelma Petriho pokračoval ve studiu hry na klavír a kompozice na kolínské konzervatoři (nyní Hochschule für Musik Köln), kde jeho hlavními učiteli byli Franz Wüllner, Isidor Seiss a Adolf Jensen. V roce 1891, když mu bylo 20, byl zvolen generálním hudebním ředitelem města Lucern ve Švýcarsku, kde dirigoval orchestr a sbor, řídil hudební školu a učil hodiny klavíru. O čtyři roky později, v roce 1895, když mu bylo 24, byl Mengelberg jmenován hlavním dirigentem orchestru Concertgebouw, kde pak působil až do roku 1945. V této éře uvedl premiérově řadu mistrovských děl, například Ein Heldenleben Richarda Strausse, houslový koncert č. 2 Bély Bartóka či Fölszállott a páva Zoltána Kodályho. Mengelberg též založil dlouholetou mahlerovskou tradici Concertgebouw. Setkal se a spřátelil s Gustavem Mahlerem v roce 1902 a pozval ho, aby v Amsterdamu provedl svoji třetí symfonii v roce 1903. V roce 1920 Mengelberg založil Mahlerův festival. Mengelberg byl v letech 1922–1928 hudebním ředitelem Newyorské filharmonie. Od ledna 1926 se o tuto pozici dělil s Arturem Toscaninim. Životopisec Toscaniniho Harvey Sachs zdokumentoval, že Mengelberg a Toscanini se střetli kvůli interpretacím hudby a dokonce i zkušebním technikám, což nakonec vyústilo v Mengelbergův odchod z orchestru.
V jeho biografii je i několik kontroverzních momentů. Občas byl v Nizozemsku kritizován za to, že málo uvádí nizozemské skladatele. V roce 1933 vyvolal v Nizozemsku aféru, když přesídlil do Švýcarska, aby se vyhnul vysokým daňovým sazbám ve vlasti. Často se řešilo jeho autokratické chování k orchestru a hudebníkům. Životopisec Alan Sanders napsal: „V pozdějších letech jeho kariéry se jeho chování stalo extrémním a existuje řada historek o urážlivých slovních výměnách mezi ním a jeho hráči při zkoušce." Nejkontroverznější částí Mengelbergovy biografie je však jeho chování během nacistické okupace Nizozemska v letech 1940 až 1945. Obvinění z kolaborace způsobil například jeho rozhovor, který poskytl nacistickým novinám Völkische Beobachter, nebo jeho styky s vrcholnými nacisty, jako byl například Arthur Seyss-Inquart. Po válce v roce 1945 mu nizozemská čestná rada pro hudbu zakázala doživotně dirigovat v Nizozemsku. V roce 1947, po odvolání jeho právníků, rada snížila distanc na šest let. Ve stejném roce mu ovšem královna Wilhelmina odebrala svou Zlatou čestnou medaili. Mengelberg se pak stáhl do exilu ve Švýcarsku, kde zůstal až do své smrti v roce 1951.